# Telmatobius scrocchii
Espèce
Statut de conservation UICN

 CR  : 
En danger critique
Telmatobius scrocchii est une espèce d'amphibiens de la famille des Telmatobiidae.

## Répartition
Cette espèce est endémique de la Sierra d'El Manchao dans les environs de Campo Arenal dans le département d'Andalgalá dans la province de Catamarca dans le nord-ouest de l'Argentine. Elle se rencontre entre 3 000 et 3 050 m d'altitude.

## Étymologie
Cette espèce est nommée en l'honneur de Gustavo José Scrocchi.

## Publication originale
- Laurent & Lavilla, 1986 : Redescripción de Telmatobius hauthali Koslowsky (Anura: Leptodactylidae) y descripción de una nueva especie del mismo género. Cuadernos de Herpetología, vol. 2, no 4, p. 1-24 (texte intégral).